# Sotto-voce
Sotto-voce ( /ˈsɒtoʊ ˈvoʊtʃi, -tʃeɪ/, italiană: [ˈsotto ˈvoːtʃe]; literal „sub voce”, cu sensul „în surdină”, „cu voce scăzută”) înseamnă scăderea intenționată a volumului vocii cuiva pentru a evidenția ceva anume. Vorbitorul dă impresia că rostește involuntar un adevăr care ar putea surprinde, șoca sau jigni. Expresia (probabil apocrifă) Eppur si muove („Și totuși se învârte”) a lui Galileo Galilei, rostită după retractarea teoriei heliocentrice, este un exemplu de sotto-voce.   

## Utilizări

### Drept
În drept, „sotto-voce” într-o transcriere indică o conversație care se poartă sub nivelul de auzire al grefierului.

### Dramă, literatură și retorică
În literatură, teatru și retorică, sotto-voce este un mod de exprimare obținut prin coborârea vocii, folosit cu scopul de a nu fi auzit de interlocutor, fiind oarecum similar cu efectul oferit de un personaj care se adresează în special publicului sau cititorilor. De exemplu, în capitolul 4 din romanul Jane Eyre, Charlotte Brontë folosește termenul sotto-voce pentru a descrie modul de a vorbi al doamnei Reed după o ceartă cu Jane:
„— Eu nu sunt draga dumitale copilă, și nu pot să mă culc. Trimite-mă la școală cât mai repede cu putință, doamnă Reed, căci urăsc casa asta.
— Oh!  da,  am  s-o  trimit  cât  mai  repede  cu  putință,  murmură  doamna  Reed,  sotto  voce, strângându-și lucrul.”—Charlotte Brontë, Jane Eyre
În muzică, sotto-voce este o scădere dramatică a volumului vocal sau instrumental. 

### Grup
Chœur d'Enfants Sotto Voce este un cor de copii care interpretează pe scena Teatrului Châtelet din Paris. El este cunoscut pentru interpretarea unei game largi de melodii, de la muzica de pe Broadway până la muzica clasică franceză și jazz. 